# Go, Dog. Go!
Go, Dog. Go! è una serie d'animazione statunitense-canadese del 2021 basata sul libro omonimo di P. D. Eastman del 1961. La serie è stata creata da Adam Peltzman e co-prodotta da Dreamworks Animation e WildBrain. Viene inserita su Netflix dal 26 gennaio 2021 e dal 19 aprile 2022 viene trasmessa in Italia su Frisbee.

## Trama
L'abile e creativa cucciola Scheggia insegue l'avventura con il suo miglior amico Cooch. Insieme risolvono problemi e aiutano gli altri cittadini di Zampaland.

## Personaggi
- Scheggia: è la protagonista della serie, è una cagna di razza Beagador di colore arancione che ha 6 anni[4] ed è la figlia di Pa e Ma. È elettrizzante e ansiosa.
- Cooch: è il deuteragonista della serie, è un cane di razza Terrier di colore blu che ha 6 anni[4] ed è il migliore amico e vicino di Scheggia.
- Gerald: è un cane di colore foglia di tè.
- Pa: è un cane di razza Beagador di colore marrone ed è il papà della famiglia Barker.
- Ma: è una cagna di razza Beagador di colore lavanda ed è la mamma della famiglia Barker.
- Nonno Bau: è un cane di colore beige.
- Nonna Bau: è una cagna di razza Beagador di colore viola.
- Biscottina Polpettina: è una cagna di razza Beagador di colore bianco che ha 7 anni.[4]
- Spike: è un cane di razza Beagador di colore rosso.
- Gilber: è un cane di razza Beagador di colore giallo.
- Yip: è un cucciolo di Beagador di colore viola.
- Sergente Pooch: è una cagna di razza Terrier di colore blu ed è la mamma di Cooch.
- Sam Levriero: è un Greyhound di colore blu.
- Frank: è un cane di colore giallo.
- Beans: è un cane di razza Bobtail di colore verde.
- Lady Lidia: è un Barbone di colore rosa.
- Muttfield Il Mago: è un cane mago di colore viola.
- Wagnes (o Cameriera): è una cagna di colore blu.
- Sindaco Sniffington: è una cagna di colore viola.
- Brezza: è una cagna di colore viola.
- Guardiano: è un cane di colore foglia di tè.
- Chili: è un Bobtail di colore rosso.
- Big Dog: è un cane di colore bianco.
- Little Dog: è una cagna di colore viola.
- Vacation Dog: è un cane di colore foglia di tè.
- Kit: è una gatta di colore viola.
- Bernard: è un cane di colore foglia di tè.
- Cane Tombino: è un cane di colore beige.
- Brutus: è un cane di colore blu.
- Kelly: è una cagna di colore pesca.
- Marcus: è un cane di colore rosa.
- Cane Sandwich: è un cane di colore viola.

## Episodi
| Stagione         | Episodi | Prima TV USA | Prima TV Italia |
| ---------------- | ------- | ------------ | --------------- |
| Prima stagione   | 9       | 2021         | 2021            |
| Seconda stagione | 9       | 2021         | 2021            |
| Terza stagione   | 8       | 2022         | 2022            |
| Quarta stagione  | 14      | 2023         | 2023            |

## Doppiaggio
| Personaggio           | Doppiatore originale | Doppiatore italiano                             |
| --------------------- | -------------------- | ----------------------------------------------- |
| Scheggia              | Michela Luci         | Francesca Mancin                                |
| Cooch                 | Callum Shoniker      | Simone Iuè                                      |
| Pa                    | Martin Roach         | Nicola Braile                                   |
| Ma                    | Katie Griffin        | Emanuela D'Amico                                |
| Nonno Bau             | Patrick McKenna      | Ambrogio Colombo                                |
| Nonna Bau             | Judy Marshank        | Antonella Rinaldi                               |
| Biscottina Polpettina | Tajja Isen           | Anna Laviola                                    |
| Spike                 | Lyon Smith           | Mattia Gajani Billi                             |
| Gilber                | Lyon Smith           | Stefano Broccoletti (st. 1)                     |
| Gilber                | Lyon Smith           | Mirko Cannella (st. 2)                          |
| Sergente Pooch        | Linda Ballantyne     | Gilberta Crispino                               |
| Lady Lidia            | Linda Ballantyne     | Alessandra Korompay                             |
| Gerald                | Patrick McKenna      | Ivan Andreani                                   |
| Sam Levriero          | Joshua Graham        | Massimo Triggiani                               |
| Frank                 | David Berni          | Stefano Brusa                                   |
| Beans                 | Anand Rajaram        | Francesco Cavuoto                               |
| Muttfield Il Mago     | Patrick McKenna      | Carlo Petruccetti                               |
| Cane Tombino          | Patrick McKenna      | Michele Di Pasquale                             |
| Wagnes                | Judy Marshank        | Daniela Abbruzzese (Stesso cane, nuovi trucchi) |
| Wagnes                | Judy Marshank        | Mirta Pepe                                      |
| Sindaco Sniffington   | Linda Ballantyne     | Daniela Abbruzzese                              |
| Brezza                | Ava Preston          | Lavinia Paladino                                |
| Guardiano             | Deven Mack           | Ruggero Andreozzi                               |
| Chili                 | Anand Rajaram        | Sacha Pilara                                    |
| Little Dog            | Hattie Kragten       | Lavinia Paladino                                |
| Kit                   | Zarina Rocha         | Lavinia Paladino                                |
| Vacation Dog          |                      | Sergio Luzi                                     |
| Bernard               | Joshua Graham        | Michele Di Pasquale                             |
| Brutus                | Patrick McKenna      | Carlo Petruccetti                               |
| Kelly                 | Stacey Kay           | Gianna Gesualdo                                 |
| Marcus                | David Berni          | Sacha Pilara                                    |
| Audio Bot             | Paul Braunstein      | Andrea Moretti                                  |
| Cane Sandwich         | Patrick McKenna      | Mino Caprio                                     |
| Scimmia               |                      | Jessica Bologna                                 |

## Accoglienza
Ashley Moulton di Common Sense Media gli ha dato quattro stelle su cinque.